# Кръстоносни крепости
Кръстоносните крепости са градове крепости, изграждани по източното кройбрежие на Средиземно море и по-навътре в Близкия Изток, създадени или окупирани по време на Кръстоносните походи. 
Кръстоносните държави възникват основно в Леванта, но също така в Мала Азия и Палестина, в периода XII – XIII век и тяхното просъществуване е като цяло краткотрайно. Въпреки това след тях остава значителен брой укрепления, което свидетелства за голямата нужда от защита. Новодошлите заварват крепости с византийски или арабски произход, които обновяват и подсилват, но строят и голям брой нови крепости. Запазените руини на Маргат или Крак де Шевалие са свидетелство за напредъка в укрепителното строителство.
Йерусалимското кралство започва укрепителни работи още през 1099 – 100 г., когато са издигнати стените на Яфа. Следват Шател Арнул, Ибелин, Бланшгард, Бетгибелин. Бодуен I нарежда да се построи Монреал, за да контролира долината Вал Мойс от долината на Мъртво море към залива на Акаба. В района на река Йордан има укрепителна система, включваща Керак (Крак дьо Моаб) и цитаделата на Ахаман (днешен Аман). По течението на реката са Белвоар, Бетсан, Шатоньоф и Субейба; достъпът към Галилея се охранява от Сафет и Фев; над долината на Литани и проходите към днешен Ливан властва Бофор.
На север са триполитанските замъци Моанетър и Жибелакар; Крат (Крак де Шевалие) и Монферан, Сафита (Шател Блан), Тортоса и Мараклея са по-близо до морето.
В Антиохийското княжество защитата на важното пристанище Лаодикия се осъществява от Маргат и Сон (Саюн). Във вътрешността са построени някои крепости за отбиване на вероятни атаки: Мон Пелерен е замъкът, от който Раймон дьо Сен Жил ръководи обсадата на Триполи, а крепостта Торон държи под око Тир.

## Разположение
- Кипърско кралство: остров Кипър (Севернокипърска турска република северна част и република Кипър южна част)
- Графство Едеса: югоизточна Турция
- Княжество Антиохия: северозападна Сирия, южна Турция
- Графство Триполи: северен Ливан, северозападна Сирия
- Йерусалимско кралство
  - Сеньория Сидон: централен Ливан
  - Княжество Галилея: северен Израел, южен Ливан, югозападна Сирия
  - Графство Яфа и Аскалон: южен Израел, източен Египет
  - Сеньория Трансйордания: югозападна Йордания

Следва списък на укрепените места в източната част на Средиземно море и Близкия Изток, създадени или окупирани по време на Кръстоносните походи.

## Кипър
- Буфавенто
- Фамагуста
- Кантара
- Колоси
- Кирения
- Ларнака
- Лимасол
- Пафос
- Свети Иларион, Кирения

## Египет
- Фараонов остров (Ил дьо Грай)

## Израел
в Галилея, днес в Израел
- Акра – укрепен град
- Арсуф, известен също като Арсур или Аполония – град крепост на кръстоносците; национален парк
- Аскалон – град крепост
- Белвиер – от него не е останало и следа; национален парк
- Баниас в Ермон
- Белвоар; Национален Парк „Кохав Ха'Ярден“
- Бет-Шеан – руини на замъка в близост до древния град, седалище на кръстоносците
- Бет Гибелин – руини на замъка в близост до древния град, седалище на кръстоносците, национален парк
- Цезарея Маритима, укрепен пристанищен град; национален парк
- Кафарлет, на иврит крепост Ха-Боним – останки от Омейядов замък, използван и от кръстоносците.
- Казал дьо Плен (Казал в Равнината) – руини на кръстоносна кула в рамките на град Азор, Телавивски окръг
- Казал Имбер – на Ахзив (бивш аз-Зиб), Северен окръг (Израел) – според източниците: „кръстоносен нов град с кула“, от който нищо забележимо не е останало
- Кастелум Регис, Мийлия, Северен окръг (Израел)
- Шасле, руини на замък в близост до Дъщерите на Яков (мост), където се състои битката при брода на Яков. Замъкът е известен и като Поста на Якоб Vadum Iacob, Le Chastelez или Атерет
- Шато Пелерен в Атлит, Хайфски окръг укрепена военна база и подслон за поклонници
- Цистерна Рубеа, Хан ал Ахмар, Йерусалимско губернаторство
- Шател Бероар, Ашдод
- Ибелин, близо до Явне, Централен окръг (Израел)
- Яфа
- Льо Детроа, в непосредствена близост до Атлит, Хайфски окръг
- Мирабел, на иврит: Мигдал Цедек, Централен окръг (Израел) бастион в Мирабелската сеньория
- Монфор; Северен окръг (Израел), част от националния парк Нахал Кзив
- Рамла, бастион на Сеньория Рамла
- Сафед
- Тибериас – стара римска крепост, с изглед към Галилейското езеро
- Турис Рубеа, Тур Руж (Червената кула, Burj al-Ahmar, иврит: Hurvat Burgata)
- Торон де Шевалие, в Латрун
- Кулата на Давид – цитаделата на Йерусалим
- Tzippori – Сепфорис (Латинска), Saffuriya (арабски): кула; национален парк
- Йехиам (Judin) – национален парк

## Йордания
- Акаба Акаба (мухафаза)
- Дибан 31°30′07″ с. ш. 35°46′36″ и. д. / 31.501944° с. ш. 35.776667° и. д.
- Карак Карак (мухафаза)[2]
- Монреал, Шубак, Маан (мухафаза)
- Во Моаз, Уади Муса, Маан (мухафаза)
- Есевон, Мадаба (мухафаза)

## Ливан
- Арка
- Батрун, Северен Ливан
- Бофор, Набатия Южен Ливан
- Белхасем 33°34′24″ с. ш. 35°28′36″ и. д. / 33.573333° с. ш. 35.476667° и. д.33.573333, 35.476667, Сайда Южен Ливан
- Бурж Ал Сиба Архив на оригинала от 2017-01-13 в Wayback Machine. 34°26′59″ с. ш. 35°49′50″ и. д. / 34.449722° с. ш. 35.830556° и. д.34.449722, 35.830556 Burj al-Siba' (Tower of the Lions) Tripoli, Lebanon
- Библос в Библос
- Цитадела на Реймон дьо Сен-Жил, Триполи (Ливан)
- Гибелакар, Северен Ливан
- Колиат, Северен Ливан, хоспиталиерско седалище
- Мусейха, северно от Батрун Северен Ливан; построен за охрана на пътя между Триполи и Бейрут
- Нефин, днес Енфе, Северен Ливан
- Сен Луи в Сайда
- Сарба
- Морски замък в Сайда
- Торон, Южен Ливан, седалище на Сеньория Торон

## Сирия
| Название        | Клас                 | Период         | Съвременно състояние | Изображение | Местоположение                                                      | Mухафаза | Бележки |
| --------------- | -------------------- | -------------- | -------------------- | ----------- | ------------------------------------------------------------------- | -------- | --- |
| Апамея          | Укрепен хълм         | 1106 – 1119    | Жилищно застроен     |             | 35°25′12″ с. ш. 36°23′33″ и. д. / 35.42° с. ш. 36.3925° и. д.       | Хама     | Първият замък, придобит от сектата на Асасините в Леванта.                                                                           |
| Крак де Шевалие | Укрепен хълм         | 1110 – 1271    | Частично реставриран |             | 34°45′25″ с. ш. 36°17′04″ и. д. / 34.756944° с. ш. 36.284444° и. д. | Хомс     | Един от най-добре запазените средновековни замъци, обект на световното културно наследство.                                          |
| Харим           | Укрепен хълм         | 1097 – 1149    | Руини                |             | 36°12′27″ с. ш. 36°31′09″ и. д. / 36.2075° с. ш. 36.519167° и. д.   | Идлиб    | Нур ад-Дин при Харим побеждава и пленява Реймонд III Триполитански, Боемунд III Антиохийски, Юг VIII Лузиньян и Жослен III Едески.   |
| Бурзе           | Укрепен хълм         | 1103 – 1188    | Руини                |             | 35°39′29″ с. ш. 36°15′39″ и. д. / 35.658056° с. ш. 36.260833° и. д. | Латакия  | Най-източният защитен пост на кръстоносците в долината на Оронт                                                                      |
| Саладинов замък | Укрепен скален зъбер | 1108 – 1188    | Частично реставриран |             | 35°35′45″ с. ш. 36°03′26″ и. д. / 35.595833° с. ш. 36.057222° и. д. | Латакия  | Византийците го наричат Сигон, а франкските наследници – Саон. Традиционният топоним Сахуюн е арабски еквивалент на названието Цион. |
| Джабар          | Укрепен хълм         | 1102           | Частично реставриран |             | 35°53′51″ с. ш. 38°28′51″ и. д. / 35.8975° с. ш. 38.480833° и. д.   | Ар-Ракка | През 1146 там е убит Зенги. След построяването на язовир Асад замъкът остава на остров сред водите му.                               |
| Шател Блан      | Укрепен хълм         | XII век        | Частично реставриран |             | 34°49′14″ с. ш. 36°07′01″ и. д. / 34.820556° с. ш. 36.116944° и. д. | Тартус   | Кулата на тамплиерите в Сафита |
| Шател Руж       | Равнинен             | XII – XIII век | Частично реставриран |             | 34°48′44″ с. ш. 35°58′14″ и. д. / 34.812222° с. ш. 35.970556° и. д. | Тартус   | Първоначално принадлежи на графа на Триполи, а след това прехвърлена на хоспиталиерите.                                              |
| Тур дьо Гарсон  | Укрепен скален зъбер | 1116 – 1285    | Руини                |             | 35°09′14″ с. ш. 35°55′39″ и. д. / 35.153889° с. ш. 35.9275° и. д.   | Тартус   | Крайморски аванпост на крепостта на хопиталиерите Маргат                                                                             |
| Маргат          | Укрепен скален зъбер | 1116 – 1285    | Частично реставриран |             | 35°09′08″ с. ш. 35°57′00″ и. д. / 35.152222° с. ш. 35.95° и. д.     | Тартус   | Основно седалище на хоспиталиерите в Сирия и на епископа на Банияс в състава на Антиохийското княжество.                             |
| Арима           | Равнинен             | XII – XIII век | Жилищно застроен     |             | 34°44′39″ с. ш. 36°02′33″ и. д. / 34.744167° с. ш. 36.0425° и. д.   | Тартус   | При обсада на Арима от селджуките триполитанският граф Бертран е пленен за цяло десетилетие.                                         |
| Руад            | Островен             | 1100 – 1302    | Частично реставриран |             | 34°51′22″ с. ш. 35°51′30″ и. д. / 34.856111° с. ш. 35.858333° и. д. | Тартус   | Последната крепост на Кръстоносците в Азия                                                                                           |
| Сен Даниел      |                      |                |                      |             |                                                                     | Идлиб    | |
| Кадмус          |                      | 1129 – 1131    |                      |             |                                                                     | Тартус   | |

## Турция
- Аназарба Адана (вилает)
- Антиохия Оронтска, Хатай
- Амуда, Османие (вилает)
- Аясулук, Селчук, Измир (вилает)
- Баграс, Хатай
- Cursat 36°05′46″ с. ш. 36°11′59″ и. д. / 36.096111° с. ш. 36.199722° и. д.36.096111, 36.199722 Хатай
- Къзкалеси (замък) Мерсин (вилает)
- Козан Адана (вилает)
- Намрун (Ламброн) Мерсин (вилает)
- Румкале Газиантеп (вилает)
- Ravanda Замък 36°52′22″ с. ш. 37°03′10″ и. д. / 36.872778° с. ш. 37.052778° и. д.36.872778, 37.052778 Килис (вилает)
- Савранда Османие (вилает)
- Селевкия Мерсин (вилает)
- Токмар, Мерсин (вилает)
- Trapesac замък 36°31′53″ с. ш. 36°21′52″ и. д. / 36.531389° с. ш. 36.364444° и. д.
- Tumlu 37°09′01″ с. ш. 35°42′05″ и. д. / 37.150278° с. ш. 35.701389° и. д., Адана (вилает)
- Яка, Мерсин (вилает)
- Иланкале, Змийския замък, Адана (вилает)